# David García Marquina
Pour les articles homonymes, voir David Garcia, García et Marquina (homonymie).
David García Marquina est un coureur cycliste espagnol, né le 11 avril 1970 à Pampelune. Il est professionnel de 1993 à 2000.

## Biographie
David García Marquina remporte le titre de champion d'Espagne sur route junior en 1988. Il devient coureur professionnel en 1993. Lors du Tour d'Espagne 1995, il se montre à son avantage en finissant septième. Il arrête sa carrière professionnelle fin 2000, à l'âge de 30 ans.

## Palmarès

### Palmarès amateur
- 1988
  -  Champion d'Espagne sur route juniors
- 1991
  - 2e du Tour de Castellón
  - 3e du Tour de Nouvelle-Calédonie
- 1992
  - 1reb étape du Tour de Belgique amateurs (contre-la-montre)
- 1993
  - Tour de la Bidassoa
  - 2e du Mémorial Rodríguez Inguanzo
  -  Médaillé de bronze de la course en ligne des Jeux méditerranéens

### Palmarès professionnel
- 1994
  - Challenge de Majorque
  - 2e du Trofeo Mallorca
  - 3e du Trofeo Manacor
  - 3e du Tour de La Rioja
- 1995
  - 7e du Tour d'Espagne
- 1996
  - 3e du Trofeo Comunidad Foral de Navarra
  - 3e du Tour de l'Alentejo
  - 3e de la Clásica de Sabiñánigo
- 1997
  - 1reb étape du Tour de La Rioja (contre-la-montre par équipes)

## Résultats sur les grands tours

### Tour d'Espagne
6 participations
- 1994 : 67e
- 1995 : 7e
- 1996 : abandon (13e étape)
- 1997 : 63e
- 1998 : abandon (10e étape)
- 1999 : 39e

### Tour de France
1 participation
- 1998 : abandon (10e étape)